# Akademiet for Fremtidsforskning
Akademiet for Fremtidsforskning er et dansk akademi
stiftet 1967 af blandt andre redaktør og politiker Arne Sørensen, sociologen Erik Høgh og professor Thorkil Kristensen med det formål at fremme fremtidsforskningen.
Akademiet uddeler årligt Fremtidsprisen
I 1970 etablerede Thorkil Kristensen Instituttet for Fremtidsforskning (IFF), som i dag har ca. 20 medarbejdere. 